# Стоян Китанов
Стоян Василев Китанов е български икономист и общественик.

## Биография
Роден е на 1 април 1905 година в село Стари дол, Дупнишко. Родителите му са от Македония. Правнук е на Алекси Сандански, брат на Иван Сандански от Влахи.
През 1924 година завършва средно педагогическо училище в Дупница, а през 1926 г. - Висшето търговско училище във Варна. Работи в кооперативна централа „Напред“. През 1930 година постъпва на работа в Подуенската популярна банка. От октомври 1944 година е неин директор. След присъединяването на популярните банки към БНБ е директор на Българска народна банка – клон 3.
От 1942 година е член на Института на Заклетите експерт-счетоводители.
Член е на Работническа социалдемократическа партия в България.
Пише статии в периодичния печат, учебници. През 1940 година издава вестник „Свят“ - двуседмичник, от който излизат два броя. На вестника сътрудничат Янко Сакъзов, Константин Бозвелиев и други широки социалисти. Активист е на Българското туристическо дружество.
Умира през 1977 година.
Личен архивен фонд № 2153 „Китанов, Стоян Василев“ се съхранява в Държавен архив – София. Съставен е от 103 архивни единици.